# Scuba Schools International

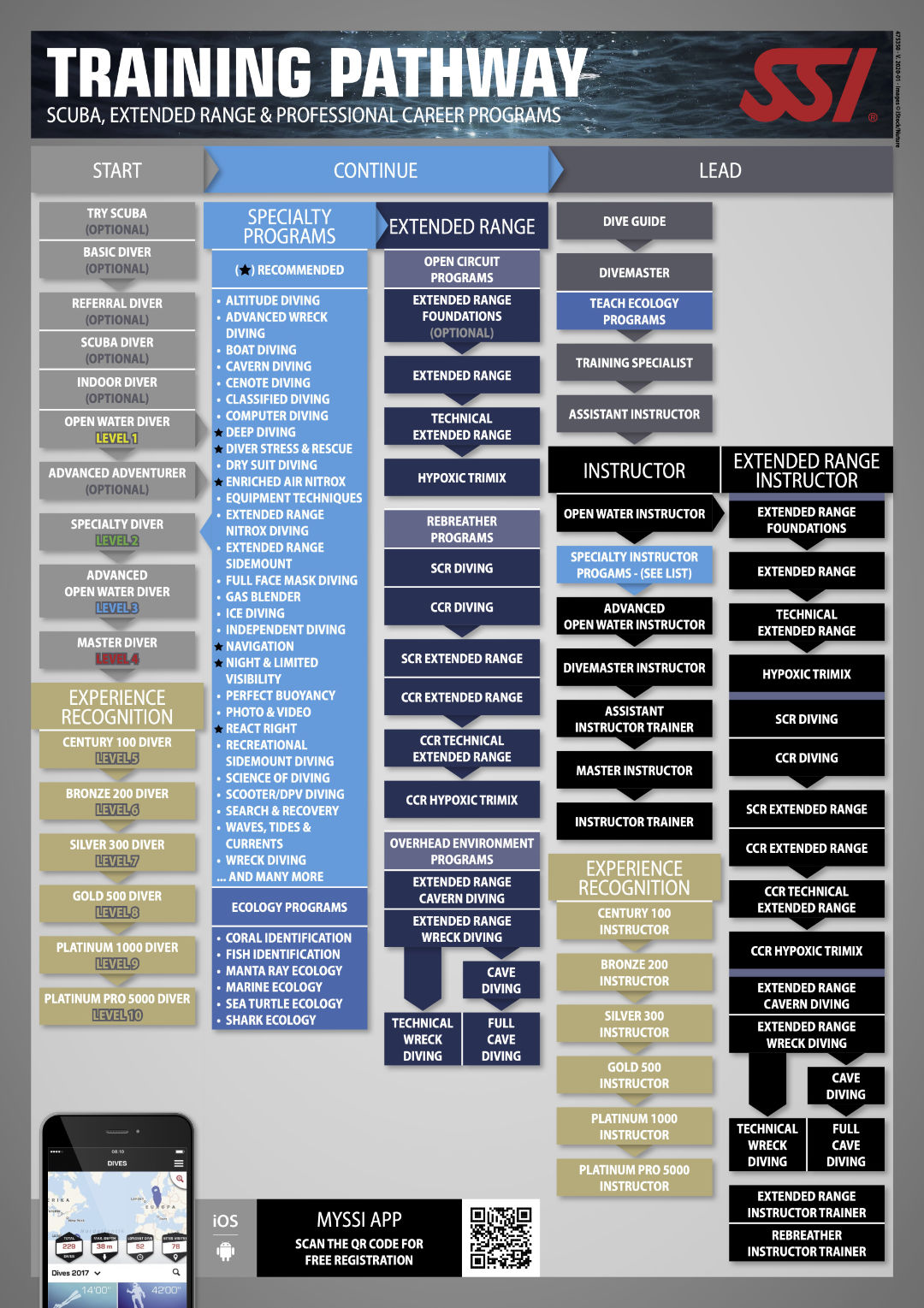
Training Pathway Poster Scuba

Scuba Schools International, 약칭 SSI는 1970년 미국에서 설립된 세계 최대 규모의 스쿠버 다이빙 교육 단체이다.
스쿠버 스쿨 인터내셔널(SSI)은 1970년에 누구나 안전하게 다이빙하는 방법을 배울 수 있다는 비전을 가지고 설립되었습니다. 오늘날 SSI는 150개 이상의 국가에 3,500개 이상의 교육 센터와 100,000명 이상의 SSI 프로페셔널을 보유한 세계 최대의 전문 비즈니스 기반 교육 기관입니다.
50년 이상 동안 SSI는 초보자부터 강사 트레이너 수준까지 레크리에이션 스쿠버, 익스텐디드 레인지, 프리다이빙, 머메이드, 스윔 및 라이프가드 프로그램을 위한 고품질 교육 프로그램과 교육 자료를 제공했습니다. 3,000개 이상의 국제 SSI 교육 센터 및 리조트에서 40개 이상의 언어로 제공되는 디지털 및 인쇄된 교육 자료를 통해 SSI는 사람들이 전 세계의 수중 세계를 경험할 수 있도록 합니다.

## 국제 인증
SSI는 RSTC(Recreational Scuba Training Council) 창립 멤버로 활동하며 국제적으로 인정받는 ISO(International Organization for Standardization) 인증을 보유함으로써 다이빙 업계를 완벽하게 상징하고 있습니다.
간단히 말해, SSI 인증은 당신이 다이빙을 선택하는 곳이 어디이든 전 세계적으로 환영받고 있습니다. SSI는 분명히 당신이 신뢰할 수 있는 이름입니다.

## ISO-인증 프로그램
- ISO 11121 베이직 다이버
- ISO 24801-1 스쿠버 다이버
- ISO 13293 가스 블렌더 트라이믹스
- ISO 24801-3 다이브 가이드
- ISO 21417 SSI 마린 가이드

- ISO 11107 나이트록스
- ISO 13293 가스 블렌더 나이트록스
- ISO 24802-1 보조 강사
- ISO 24801-2 오픈 워터 강사
- ISO 13970 스노클 강사

- ISO 24804 CCR 다이빙
- ISO 24805 CCR 익스텐디드 레인지 및 CCR 익스텐디드 레인지 트라이믹스
- ISO 24806 CCR 테크니컬 익스텐디드 레인지
- ISO 24807 CCR 하이폭식 트라이믹스
- ISO 24808 CCR 강사 수준 등급

### 지식
반드시 배워야 하는 안전 규칙이 있습니다. 집에서 자료를 공부하고, 대화형 복습 세션에서 SSI 프로페셔널이 "육지의 가치와 물의 가치"와 배운 정보가 수중에서 어떻게 적용되는지 알려줄 것입니다.

### 스킬
스쿠버 기술을 배우는 가장 좋은 방법은 지속적인 연습과 올바른 반복입니다. 목표는 핵심 교육 기술이 자연스럽게 몸에 배도록 하는 것입니다.
이러한 목표를 지원하고 수중에서 유능하고 편안한 자세를 갖추기 위한 SSI의 대표적인 수중 훈련 방법은 “반복을 통한 편안함“이라고 불립니다.

### 장비
스쿠버 다이빙 장비 작동법을 이해하면 물 안팎에서 매 순간을 즐겁게 보낼 수 있습니다.
장비에 대한 투자 결정은 궁극적으로 여러분의 몫이지만, 다년간의 트레이닝 경험을 통해 다이버가 되기 위한 가장 안전한 방법은 '토탈 다이빙 시스템'이라고 불리는 개인 맞춤형 고품질 장비 세트를 사용하는 것임을 입증했습니다.

### 경험
SSI 트레이닝은 지식과 스킬을 개발하지만, 실제 경험을 쌓을 수 있는 유일한 방법은 자주 다이빙을 하는 것입니다.
이 공식에 따라 다이빙을 더 많이 할수록 스쿠버 스포츠를 더 편안하게 즐길 수 있습니다: 트레이닝 + 경험 = 편안함.

## 블루오션 - 조치를 취하고 관심을 보여주세요.
SSI는 바다를 보호하기 위해 최선을 다하고 있습니다. 블루 오션은 SSI의 환경 보존 이니셔티브입니다. 누구나 이용할 수 있는 SSI는 환경 보호에 대한 인식을 고취하고 환경 보호에 앞장서는 행동의 롤모델을 제시하고 지속 가능한 다이빙 관행을 장려함으로써 바다를 보호하고자 노력합니다.

## 마이다이브가이드 - 탐험할 준비가 되셨나요?
SSI의 마이다이브가이드는 야생동물과의 조우(만남) 가능성을 포함한 5,000개 이상의 사이트가 포함된 세계 최대의 다이브 사이트 데이터베이스를 대표합니다. 이 데이터베이스는 700만 건 이상의 기록된 다이빙을 기반으로 하며, SSI의 디지털 다이브 로그를 통해 매일 개선되고 있습니다. 마이다이브가이드와 디지털 다이브 로그는 QR코드 기술과 SSI의 디지털 다이빙 확인을 사용하여 다이브 사이트, 버디, 강사, 트레이닝 센터를 연결하여 평생의 모험을 만들어 줍니다.

## SSI 그룹사
LiveAboard.com
Scubago
Mares
rEvo
Zoggs
HEAD